# ملعب نيغري بولاو بينانغ
ملعب نيغري بولاو بينانغ (بالإنجليزية: Negeri Pulau Pinang Stadium)‏ هو ملعب كرة قدم متعدد الأغراض يقع في ماليزيا، يتسع لـ 40,000 متفرج.

## التاريخ
افتتح الملعب عام 2000.